# لاس ستوتسکی
لاس ستوتسکی (به لاتین: Las Stocki) یک روستا در لهستان است که در گمینا کونگسکووولا واقع شده‌است. لاس ستوتسکی ۲۱۹ نفر جمعیت دارد.